# Jean-François Abeloos
Jean-François Abeloos, né à Louvain le 14 décembre 1819 et mort à Louvain le 6 août 1886, est un sculpteur et peintre belge académique.

## Biographie
Abeloos est le fils de Pierre Abeloos et de Catherine née van den Put. Il apprend le métier de sculpteur auprès de Charles Geerts à l'Académie des beaux-arts de Louvain, comme son frère cadet Michaël Abeloos. En 1855, il succède à Geerts. Il expose une Madone et une Sainte Cécile au Salon de Bruxelles de 1854. Il travaille à la restauration de l'hôtel de ville de Louvain vers 1860. Ce fut aussi un producteur prolifique de statues d'églises.  Il meurt de fièvre typhoïde dans sa ville natale le 6 août 1886.